# John Boehner
John Andrew Boehner (pronunție în engleză [ˈbeɪnɚ]; n. 17 noiembrie 1949, Reading⁠(d), Ohio, SUA) este un politician american care a servit drept al 61-lea speaker⁠(d) al Camerei Reprezentanților, una din cele două camere ale Congresului Statelor Unite ale Americii. Membru al Partidului Republican, Boehner este membru al Camerei Reprezentanților din districtul 8 al statului Ohio (conform OH's 8th congressional district), fiind membru al legislativului american din 1991, fără întrerupere. Districtul pe care John Boehner îl reprezintă include mai multe zone rurale și suburbane în apropiere de orașele Cincinnati și Dayton, respectiv o mică parte a orașului Dayton însuși.
Anterior, Boehner fusese liderul minorității Camerei Reprezentanților (conform, House Minority Leader⁠(d)) între 2007 și 2011, respectiv liderul majorității Camerei Reprezentanților (conform, House Majority Leader⁠(d)) între 2006 și 2007.
În timpul mandatului său de speaker, care a coincis cu finalul primului mandat și începutul celui de al doilea mandat al președintelui Barack Obama, John Boehner a fost figura cea mai reprezentativă a opoziției republicane.